# Линейни кораби тип „Ривадавия“
Ривадавия (на испански: Rivadavia) са серия линейни кораби на ВМС на Аржентина. Създадени са в рамките на програмата за усилване на флота. Всичко от проекта, в периода 1908 – 1910 година, са построени 2 кораба: „Ривадавия“ (на испански: ARA Rivadavia) и „Морено“ (на испански: ARA Moreno). Това са единственият тип дредноути на въоръжение във ВМС на Аржентина.

## История на създаването
Правителството на Аржентина, за разлика от правителствата на други малки страни, решава да не се обръща към някоя конкретна голяма корабостроителна компания, а да проведе своеобразен международен конкурс.
През 1908 г. в Лондон пристига аржентинска комисия начело с контраадмирал Онофре Бетбедер, която обявява, че правителството има планове да поръча 2 линкора, 6 разрушителя и 12 подводници, като съществува възможност за поръчка на трети линеен кораб. Откликват 15 фирми от Франция („Форж и Шатие“), Германия („Блом унд Фосс“), Англия („Армстронг“, „Викерс“ и други), Италия („Ансалдо“), САЩ („Крамп“, „Фор Ривър“ и други).
Конкуренцията е сериозна. Сумата на поръчката съставя 2,2 милиона фунта. След изучаване на всички изпратени проекти, аржентинците коригират своите изисквания, вземайки най-доброто от представените разработки. Фирмите преработват своите проекти, аржентинците отново внимателно ги изучават, и едва след това е огласено окончателното им решение, което поразява целия свят. Поръчката получава американската корабостроителница „Фор Ривър“ (в Куинси, Масачузетс), която намалява цената на 224 000 фунта стерлинги за кораб. В конструкцията на линкора ясно се проследява влиянието на международния конкурс, макар болшинството му елементи да са чисто американски. Самите Съединените Щати гледат на тези кораби в качеството на „резерв“ за включването им в случай на необходимост в състава на собствения флот.

## Конструкция

### Въоръжение
Главният калибър на линкорите се състои от дванадесет 305-мм оръдия с дължина на ствола 50 калибра. Те са разположени в шест двуоръдейни кули. Оръдието се отличава от американския прототип 12"/50 Mark 7 с утежнения си казенник. 6-дюймовите оръдия на средния калибър са разположени в каземати, по шест от всяка страна на кораба. Противоминните 102-мм оръдия са поставени без броня на различни места по кораба, включая главната палуба, надстройката и в каземати на форщевена. Планира се поставянето на шестнадесет такива оръдия, но са монтирани само дванадесет, заменяйки четири от тях с тридюймови зенитки.

### Брониране
Линкорите „Ривадавия“ имат следната бронева защита. Главният брониран пояс, направен от круповска цементирана броня, е 12-дюймов (305 мм) на мидъла, като покрива 5 фута (1,5 м) над и 6 фута (1,8 м) под разчетната водолиния, постепенно изтънявайки към носа и кърмата до 5 дюйма (127 мм) и 4 дюйма (102 мм) съответно. Челната плоча на кулите има дебелина 305 мм, страничните плочи – 9 дюйма (229 мм). Дебелината на покрива е от 102 мм никелова стомана. Броневата палуба е от никелова стомана с дебелина 2 дюйма (51 мм) положена върху 20-фунтова (12,4 мм) подложка. Казематите на средния калибър са защитени със 152 мм броня.

### Силова установка
На линкорите е поставена установка с три парни турбини „Къртис“. Проектната мощност съставлява 40 000 к.с., а скоростта 23 възела. На изпитанията линкорите развиват мощност от 39 500 – 39 750 к.с., достигайки скорост от 22,5 възела. Очакванията са, че при 11-възлова скорост далечината на плаване ще състави 11 000 мили, а на 15-възлова – 7000. Нормалният запас гориво съставлява 1600 тона въглища, 660 тона нефт, при пълен запас количеството въглища се увеличава до 4000 тона.
Парата се изработва от 18 котела „Babcock & Wilcox“.

## Представители на проекта
- „Ривадавия“ 1910/1957

Заложен е на 25 май 1910 г. в корабостроителницата „Фор Ривър“, в Куинси, спуснат е на вода на 28 юни 1911 г. и влиза в състава на флота през декември 1914 г. Когато корабът пристига в Буенос Айрес, той за три дни, е посетен от 47 000 души. През 1918 г. линкорът превозва до САЩ новия посланик на Аржентина, корабът тогава престоява на знаменития Хемптънски рейд.
В периода 1924 – 26 г. е модернизиран в САЩ. Променят се редица от неговите тактико-технически характеристики. Водоизместимостта става 31000 т, котлите са преведени изцяло на нефтено отопление (запасът гориво става 3600 т нефт), което осигурява далечина на плаването от 8500 мили на 10-възлова скорост. През 1927 г. развива скорост от 20 възела. Числото на 102-мм оръдия е съкратено до 8 (според други данни, всичките са свалени).
През 1937 г. линкорът пресича Атлантическия океан в поход към Европа (в източниците има разногласия относно присъствието на „Ривадавия“ на тържествата по случай коронацията на английския крал) и посещава Хамбург.
На 3 октомври 1941 г., по време на маневри на аржентинската флота, се случва извънредно произшествие. Отначало се сблъскват крайцерът „Алмиранте Браун“ (ARA Almirante Brown (C-1)) с разрушителя „Кориентес“ (ARA Corrientes (T-8)), който потъва. Веднага в кърмата на крайцера се врязва „Ривадавия“. Линкорът получава неголеми повреди, но на крайцера се налага да премине продължителен заводски ремонт.
След изучаването на първите уроци от Втората световна война на кораба е усилено зенитното въоръжение: появяват се 4 40-мм зенитни автомата. Корабът се намира в строя до 1953 г. След изключването му от състава на флота е продаден на италианска фирма и е разкомплектован през май 1957 г. в Генуа.
- „Морено“ 1910/1957

Заложен е на 9 юли 1910 г. в на корабостроителницата „Ню Йорк Шипбилдинг“ в Камдън (Ню Джърси), спуснат е на вода на 23 септември 1911 г., влиза в състава на флота през март 1915 г. През 1920 г. представлява Аржентина на тържествата по случай откриването на Панамския канал. Модернизиран е аналогично на „Ривадавия“. Участва на Спитхедските тържества през 1937 г., където се запомня с това, че не успява да пусне котва по способа „фертоинг“ и целите тържества престоява на една котва. След Спитхед посещава немския порт Бремен.
През февруари 1956 г. е изключен от списъка на флота и е продаден за метал в Япония. През Панамския канал се насочва към мястото за разкомплектоване.

## Коментари
1. ↑  Префиксът „ARA“ е от на испански: Armada de la República Argentina (Кораб на ВМС на Аржентина).